# Paunat
Paunat é uma comuna francesa na região administrativa da Nova Aquitânia, no departamento Dordonha. Estende-se por uma área de 18,92 km². Em 2010 a comuna tinha 318 habitantes (densidade: 16,8 hab./km²).